# Arboridia agrillacea
Arboridia agrillacea är en insektsart som först beskrevs av Anufriev 1969.  Arboridia agrillacea ingår i släktet Arboridia och familjen dvärgstritar. Inga underarter finns listade i Catalogue of Life.